# Victor Biglione
Victor Biglione (Buenos Aires, 20 de fevereiro de 1958), é um virtuoso guitarrista, violonista, produtor musical, arranjador, e compositor argentino radicado no Brasil. É naturalizado brasileiro desde 1982. 
Tocou com mais de 300 nomes da MPB e mais de 50 nomes da música Internacional como : Manhattan transfer, Andy Summers, Lee Konitz, Stanley Jordan, John Patittucci, Steve Hackett (Genesis), Bob Moses, Jon Hiseman, entre Outros. 
Dentre suas mais de 25  premiações, possui 2 Grammy's ( lcom Manhattan Transfer 1988 e Milton Nascimento 2000) foi finalista do Grammy Latino em 2016 com seu álbum "Mercosul" . 
Possui 6 prêmios como autor de trilhas Sonoras, incluindo 2 KIKITOS de Ouro . Fez 55 Excursões Internacionais por 25 Países. Possui cerca de 30 Álbuns como Solista.
Fez parte do grupo musical brasileiro A Cor do Som e devido a sua versatilidade trabalhou com todos  os segmentos da música brasileira, desde a Jovem Guarda a bossa nova, passando pelo Rock e MPB, gravando com boa parte dos nomes mais importantes da música brasileira (como Ivan Lins, Gal Costa, Chico Buarque, Djavan, Milton Nascimento, Sérgio Mendes, Wagner Tiso, João Bosco, Jane Duboc, Cássia Eller, entre outros).

## Discografia[3]
- 1985 - Victor Biglione
- 1987 - Baleia Azul
- 1989 - Quebra-pedra
- 1994 - Maquette Brazil
- 1994 - Ponto de Encontro - Victor Biglione, Zé Renato e Litto Nebbia
- 1994 - Trilhas
- 1994 - Duo Vol. 1 - Marcos Ariel e Victor Biglione
- 1996 - Como Nascem os Anjos - Trilha Sonora Original do Filme
- 1997 - Victor Biglione Quartet Live - 29º Montreux Jazz Festival
- 1998 - Strings of Desire - Andy Summers e Victor Biglione
- 1999 - Cinema Acústico
- 2000 - Um Tributo a Hendrix
- 2002 - Marcos Valle e Victor Biglione Live in Montreal
- 2004 - Tocar: A Poética do Som - Wagner Tiso e Victor Biglione Ao Vivo
- 2005 - Splendid Brazil - Victor Biglione e Andy Summers
- 2008 - Condor
- 2009 - Uma Guitarra no 'Tom'
- 2009 - Tributo a Ella Fitzgerald (com Jane Duboc)
- 2010 - Tangos Tropicais
- 2016 - Mercosul
- 2022 - Cássia Eller & Victor Biglione in Blues (com Cássia Eller)

## Prêmios e Indicações
| Ano  | Prêmio                                                       | Categoria                                     | Trabalho indicado                                                      | Resultado | Ref.  |
| ---- | ------------------------------------------------------------ | --------------------------------------------- | ---------------------------------------------------------------------- | --------- | ----- |
| 1982 | Troféu Socinpro                                              | Melhor Grupo                                  | Integrante do grupo A Cor do Som                                       | Venceu    |       |
| 1988 | Grammy Awards                                                | Melhor performance pop por uma dupla ou grupo | Participação no CD “Brasil”, do grupo americano The Manhattan Transfer | Venceu    |       |
| 1989 | Prêmio Sharp                                                 | Melhor Arranjador Instrumental                | Disco “Quebra-pedra”                                                   | Indicado  | [ 4 ] |
| 1989 | Troféu Grandes Músicos Brahma Extra                          | Troféu Grandes Músicos Brahma Extra           | Ele mesmo                                                              | Venceu    |       |
| 1990 | Rio Cine Internacional Festival de Cinema                    | Melhor Trilha Sonora                          | Trilha do longa-metragem “Faca de Dois Gumes”                          | Venceu    |       |
| 1990 | Prêmio Golden Metais de Cinema                               | Melhor Trilha Sonora                          | Trilha do longa-metragem “Faca de Dois Gumes”                          | Indicado  |       |
| 1996 | Kikito de Ouro - Festival Internacional de Cinema de Gramado | Melhor Trilha Sonora                          | Trilha do filme “Como Nascem os Anjos                                  | Venceu    |       |
| 1997 | Prêmio Sharp                                                 | Melhor Disco de Trilha Sonora de Cinema       | Trilha do filme “Como Nascem os Anjos                                  | Indicado  |       |
| 2000 | Grammy Latino                                                | Melhor Álbum Pop Contemporâneo                | Participação no álbum "Crooner", de Milton Nascimento                  | Venceu    | [ 5 ] |
| 2004 | Prêmio CJUB – Melhores do Jazz                               | Melhor Músico de Jazz do Ano                  | Ele mesmo                                                              | Venceu    |       |
| 2007 | Kikito de Ouro - Festival Internacional de Cinema de Gramado | Qualidade Artística                           | Trilha-sonora de “Operação Condor”, de Roberto Mader                   | Venceu    |       |
| 2008 | 2º Festival Cinemúsica Conservatória                         | Melhor trilha musical original                | Trilha-sonora de “Operação Condor”, de Roberto Mader                   | Venceu    |       |
| 2010 | 21º Prêmio da Música Brasileira                              | Melhor Disco em Língua Estrangeira            | Tributo a Ella Fitzgerald                                              | Venceu    | [ 6 ] |
| 2010 | Prêmio FestNatal                                             | Melhor Trilha Sonora                          | Trilha do filme “Elvis & Madonna”, de Marcelo Lafitte                  | Venceu    |       |
| 2016 | Grammy Latino                                                | Melhor Álbum Instrumental                     | Mercosul                                                               | Indicado  | [ 7 ] |
| 2023 | Prêmio da Música Brasileira                                  | Melhor Lançamento em Língua Estrangeira       | Cássia Eller & Victor Biglione in Blues                                | Venceu    | [ 8 ] |

## Honrarias e Homenagens recebidas
- Em 2005 deixou gravadas suas mãos na Calçada da Fama da Toca do Vinicius, em Ipanema (RJ).